# Forte de Santa Catarina
O Forte de Santa Catarina localiza-se na freguesia de Buarcos, na cidade e município de Figueira da Foz, distrito de Coimbra, em Portugal.
Cooperava com a Fortaleza de Buarcos e o Fortim de Palheiros na defesa do porto e da baía da Figueira da Foz e de Buarcos.
No seu interior funcionou o Farol de Santa Catarina. O conjunto encontra-se classificado como Imóvel de Interesse Público, pelo Decreto 44.075, publicado em 5 de Dezembro de 1961.

## História

### Antecedentes
Acredita-se, com fundamento histórico, que os alicerces desta fortificação remontam ao reinado de D. João I (1385-1433).

### O atual forte
À época da Dinastia Filipina, em Outubro de 1585 alguns homens-bons da Câmara Municipal de Coimbra requereram a Filipe I de Portugal (1580-1598) a construção de um forte, a erguer à entrada da barra do rio Mondego, nos rochedos conhecidos como Monte de Santa Catarina. Em atenção a essa solicitação, as obras de edificação da forte terão sido iniciadas algum tempo depois, com recursos oriundos das rendas da vila de Buarcos, da Universidade de Coimbra, do Cabido e do Mosteiro de Santa Cruz.
Em 1602 a costa da Figueira da Foz foi assolada por corsários ingleses, sendo esse forte saqueado.
No contexto da Restauração da Independência, tendo sido determinado o reforço e modernização das praças do reino pelo Conselho de Guerra de D. João IV (1640-1656), a defesa da costa marítima não foi esquecida. Foram assim iniciadas, em 1643, obras de reforço no Forte de Santa Catarina, quando foi aumentada uma das cortinas da fortificação, ampliando-lhe a artilharia para 15 peças de diferentes calibres.
Em pouco tempo, entretanto, apesar da importância estratégica da defesa da barra do Mondego, informações dão conta de que, em 1680, as instalações do forte apresentavam ruína, sendo então elaborado um orçamento para a sua reedificação. Esta acabou não acontecendo uma vez que, a verba destinada a suas obras acabou por ser consumida em outras despesas da Guerra da Restauração.
No contexto da Guerra Peninsular, em 1808 o forte foi ocupado pelas tropas napoleónicas sob o comando de Jean-Andoche Junot. Alguns meses mais tarde, uma força de duas dezenas de estudantes voluntários da Universidade de Coimbra, sob o comando do Sargento de Artilharia Bernardo António Zagalo (de Ovar) e do Sargento de Infantaria Inácio Caiola, à frente de algumas centenas de populares, forçou a guarnição francesa do forte à rendição a 27 de Junho, conduzindo-a sob prisão para Coimbra, de onde viera. O forte foi ocupado em seguida pelas forças do Almirante Charles Cotton que, no comando da esquadra britânica ao largo da costa portuguesa, pôde dessa forma assegurar o desembarque seguro de 13.000 homens sob o comando de Arthur Wellesley na costa de Lavos, a 1 de Agosto.
Ao longo de todo o século XIX o forte foi citado em sucessivos relatórios, que referiam a necessidade de urgentes obras de reparação, até à perda de sua função militar.
Em 1911 uma parte do espaço do forte foi cedida ao Instituto de Socorros a Náufragos. O restante foi arrendado ao Ténis Club Figueirense alguns anos mais tarde. Terá sido também no alvorecer do século XX que foi edificado o farol de ferro no centro da praça-forte, importante auxílio à navegação na entrada da barra, desactivado em 1991.

## Características
O Forte de Santa Catarina apresenta planta no formato triangular, orgânica, adaptada ao terreno irregular sobre o qual se ergue. Foi criticada por apresentar um ângulo muito agudo nas faces de um dos baluartes, que poderia comprometer a defesa. Os restantes apresentam-se com faces em forma de cauda de andorinha. Na praça de armas foram edificadas as casernas e a Capela de Santa Catarina, um oratório de planta quadrangular e tipologia maneirista, edificada por volta de 1598, com uma imagem da padroeira datando do século XVIII.